# Bloodstone & Diamonds
Bloodstone & Diamonds es el octavo álbum de estudio de la banda estadounidense de groove metal Machine Head,  publicado a través del sello discográfico Nuclear Blast el 7 de noviembre de 2014. Es el primer álbum que presenta a Jared MacEachern, quien reemplazó al bajista fundador Adam Duce en 2013. Aunque no cuenta con una canción principal, el álbum recibe su nombre de una letra de la canción de apertura y el segundo sencillo, "Now We Die".

## Letras y temas
Al igual que con los lanzamientos anteriores de Machine Head, la letra del álbum detalla temas políticos y sociales, particularmente disturbios civiles, insatisfacción e injusticia, a menudo con conclusiones violentas. La canción "Night of Long Knives" no trata sobre el Röhm-Putsch, sino sobre los asesinatos de la familia Manson en Hollywood en 1969.
"Imaginal Cells" es un instrumental con muestras del audiolibro Spontáneo Evolución del Dr. Bruce Lipton y Steve Bhaerman.

## Lista de canciones
| N.º | Título                          | Duración |  |
| 1.  | «Now We Die»                    | 7:10     |  |
| 2.  | «Killers & Kings»               | 4:32     |  |
| 3.  | «Ghosts Will Haunt My Bones»    | 6:06     |  |
| 4.  | «Night of Long Knives»          | 6:48     |  |
| 5.  | «Sail into the Black»           | 8:29     |  |
| 6.  | «Eyes of the Dead»              | 6:25     |  |
| 7.  | «Beneath the Silt»              | 4:43     |  |
| 8.  | «In Comes the Flood»            | 7:22     |  |
| 9.  | «Damage Inside»                 | 3:24     |  |
| 10. | «Game Over»                     | 6:36     |  |
| 11. | «Imaginal Cells» (instrumental) | 3:36     |  |
| 12. | «Take Me Through the Fire»      | 5:48     |  |

## Posicionamiento en lista
| Lista (2014)                           | Mejor posición |
| -------------------------------------- | -------------- |
| Alemania (Media Control Charts)        | 6              |
| Australia (ARIA)                       | 10             |
| Austria (Ö3 Austria)                   | 6              |
| Bélgica (Ultratop flamenca)            | 33             |
| Bélgica (Ultratop valona)              | 35             |
| Canadá (Billboard Canadian Albums)     | 25             |
| Corea del Sur (Circle)                 | 99             |
| Corea del Sur (Gaon)                   | 22             |
| Dinamarca (Hitlisten)                  | 39             |
| Escocia (Scottish Albums Chart)        | 18             |
| España (PROMUSICAE)                    | 63             |
| Finlandia (Suomen Virallinen Lista)    | 18             |
| Francia (SNEP)                         | 35             |
| Hungría (MAHASZ)                       | 27             |
| Irlanda (IRMA)                         | 32             |
| Italia (FIMI)                          | 81             |
| Nueva Zelanda (Recorded Music NZ)      | 38             |
| Noruega (VG-lista)                     | 31             |
| Países Bajos (Album Top 100)           | 38             |
| Reino Unido (UK Albums Chart)          | 18             |
| Suecia (Sverigetopplistan)             | 31             |
| Suiza (Schweizer Hitparade)            | 7              |
| Reino Unido (UK Independent Albums)    | 1              |
| Reino Unido (UK Rock & Metal Albums)   | 3              |
| Estados Unidos (Billboard 200)         | 21             |
| Estados Unidos (Digital Albums)        | 19             |
| Estados Unidos (Independent Albums)    | 2              |
| Estados Unidos (Top Hard Rock Albums)  | 2              |
| Estados Unidos (Top Rock Albums)       | 4              |
| Estados Unidos (Top Tastemaker Albums) | 10             |

## Créditos
- Robb Flynn - Voz y Guitarra líder
- Phil Demmel - Guitarra líder
- Jared MacEachern - Bajo
- Dave McClain - Batería